# Жиньяк (Воклюз)
Жинья́к (фр. Gignac) — коммуна во французском департаменте Воклюз региона Прованс — Альпы — Лазурный Берег. Относится к кантону Апт.	

## Географическое положение
Жиньяк расположен в 60 км к востоку от Авиньона. Соседние коммуны: Вашер на востоке, Вьян на юго-востоке, Казнёв на юго-западе, Рюстрель на западе.

## Гидрография
Коммуну с востока на запад пересекает Доа, приток Калавона.

## Демография
Население коммуны на 2010 год составляло 56 человек.
| 1962 | 1968 | 1975 | 1982 | 1990 | 1999 | 2010 |
| ---- | ---- | ---- | ---- | ---- | ---- | ---- |
| 26   | 29   | 21   | 29   | 35   | 48   | 56   |

## Достопримечательности
- Остатки древних оборонных сооружений и цитадели.
- Замок XVIII века (между 1760 и 1780 годами), памятник истории.
- Ветряная мельница.
- Сельская церковь в романском стиле,  XII век.

## Галерея

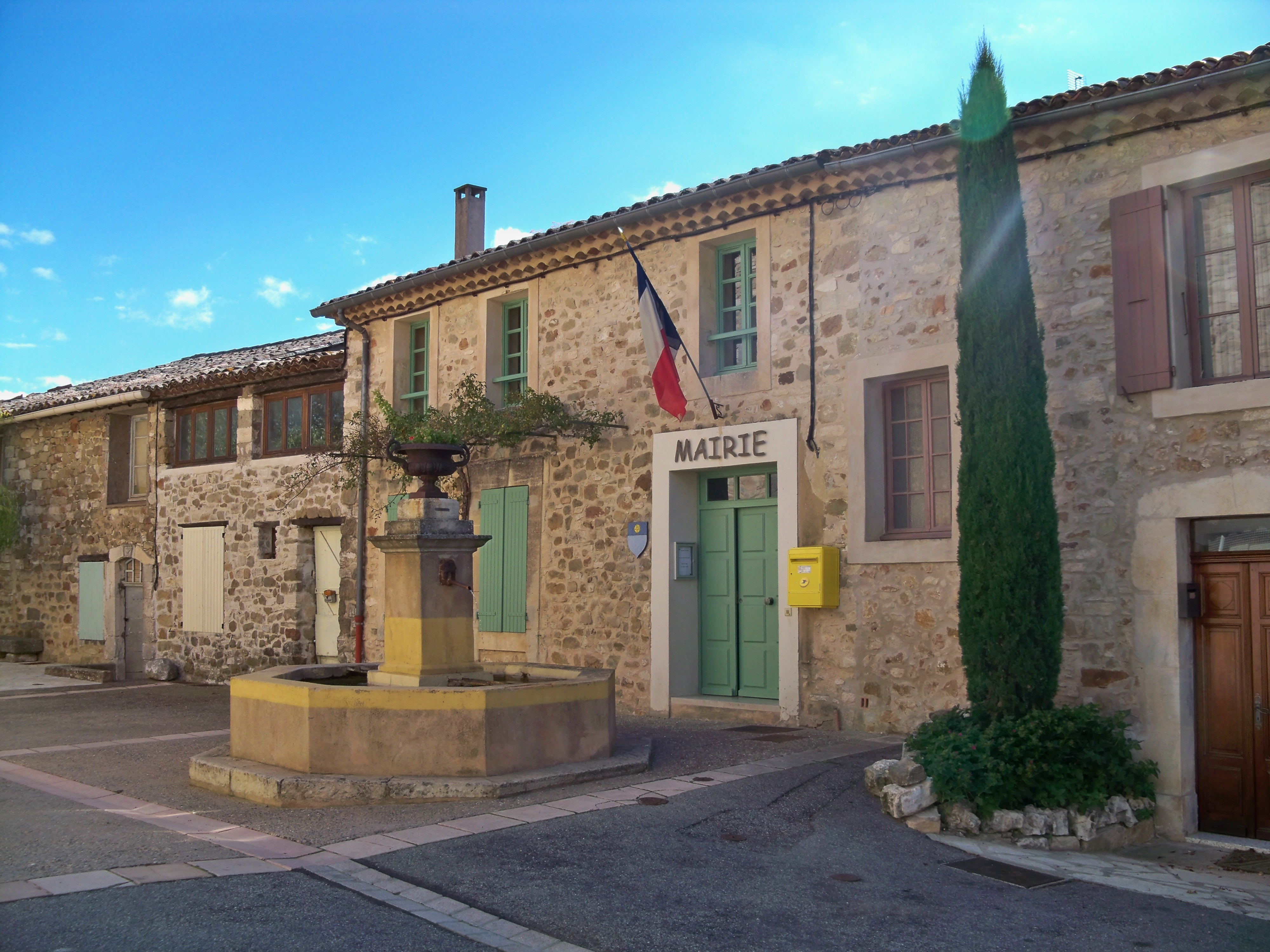
Мэрия
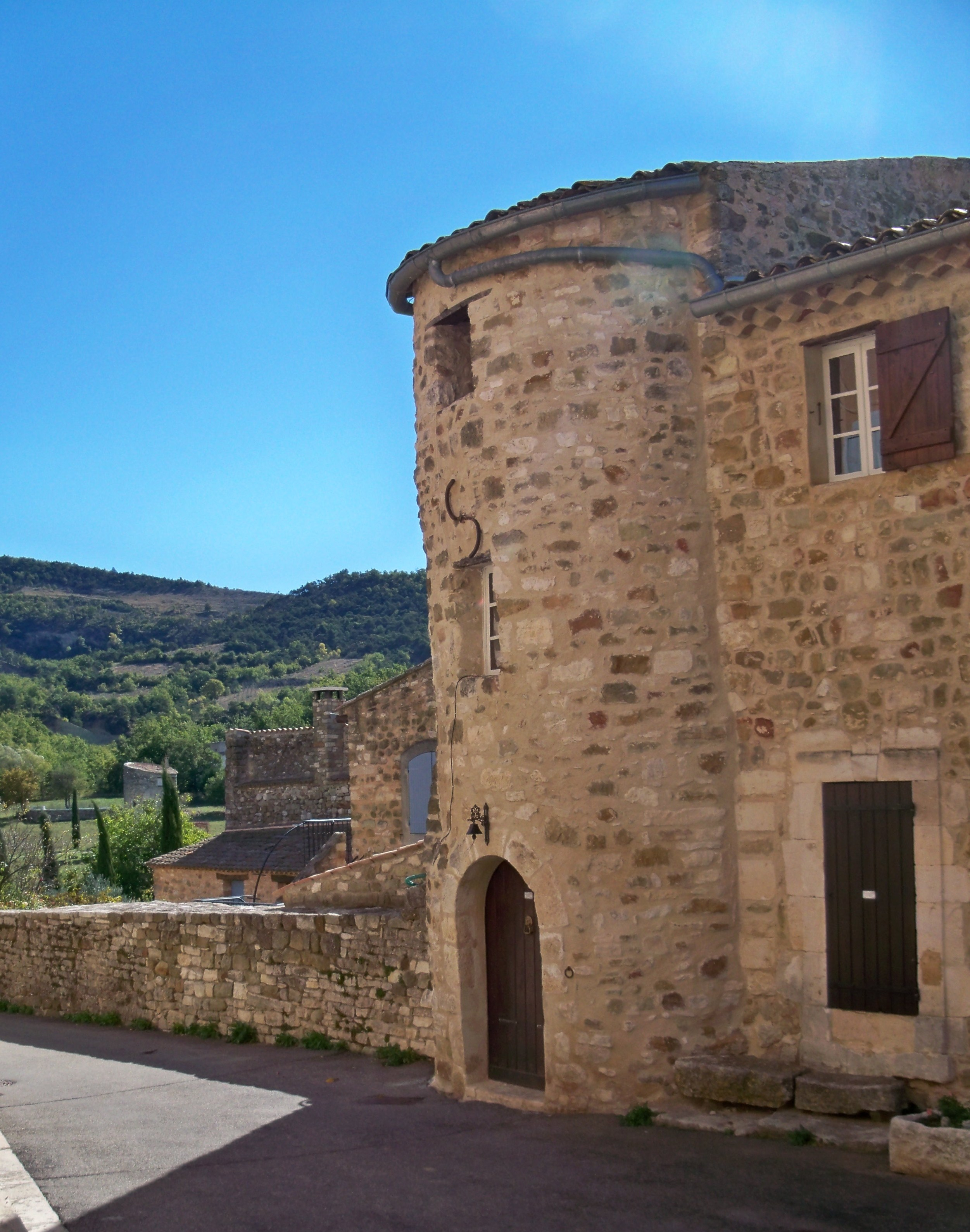
Круглый дом перед замком
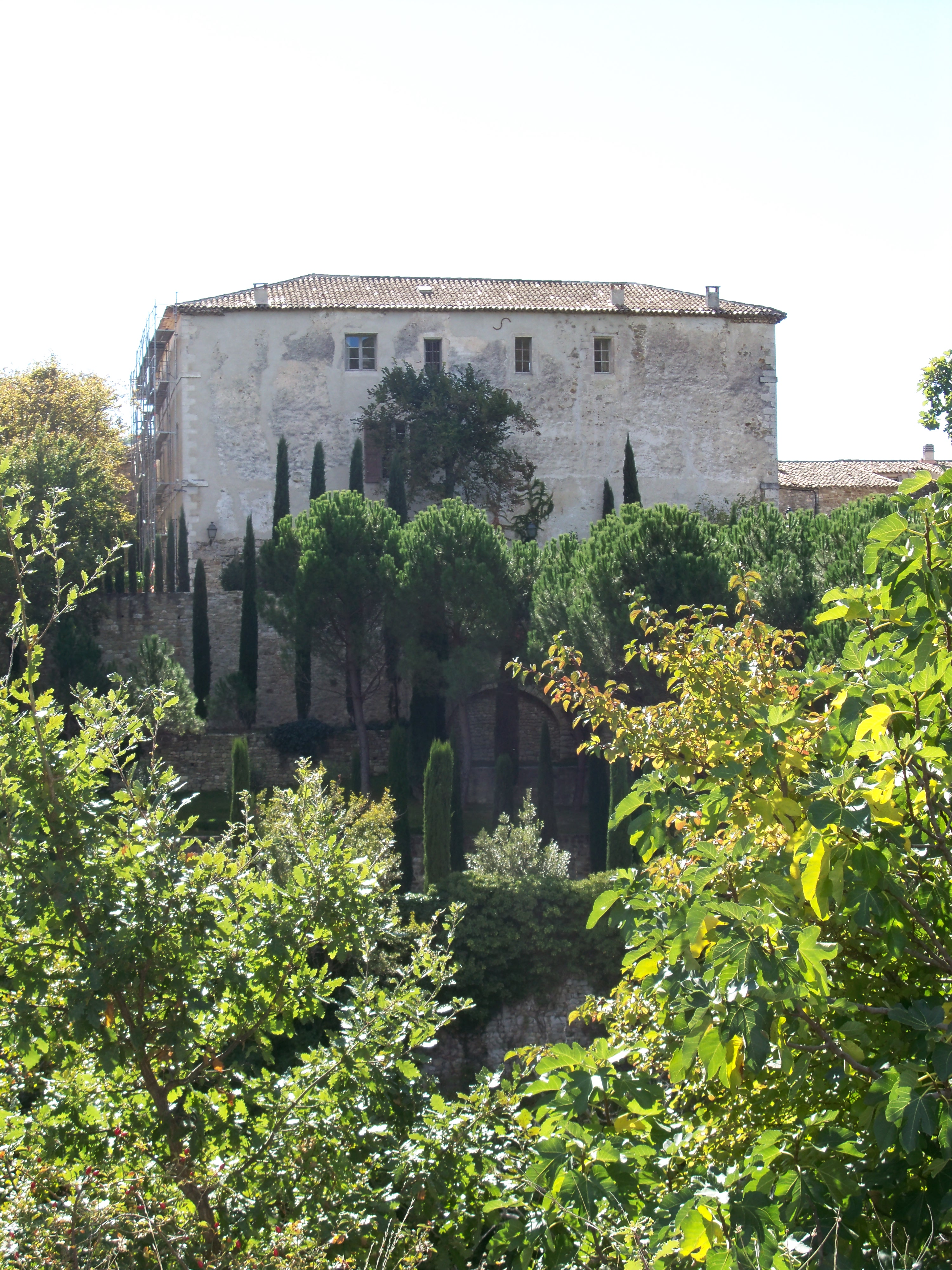
Замок Жиньяк
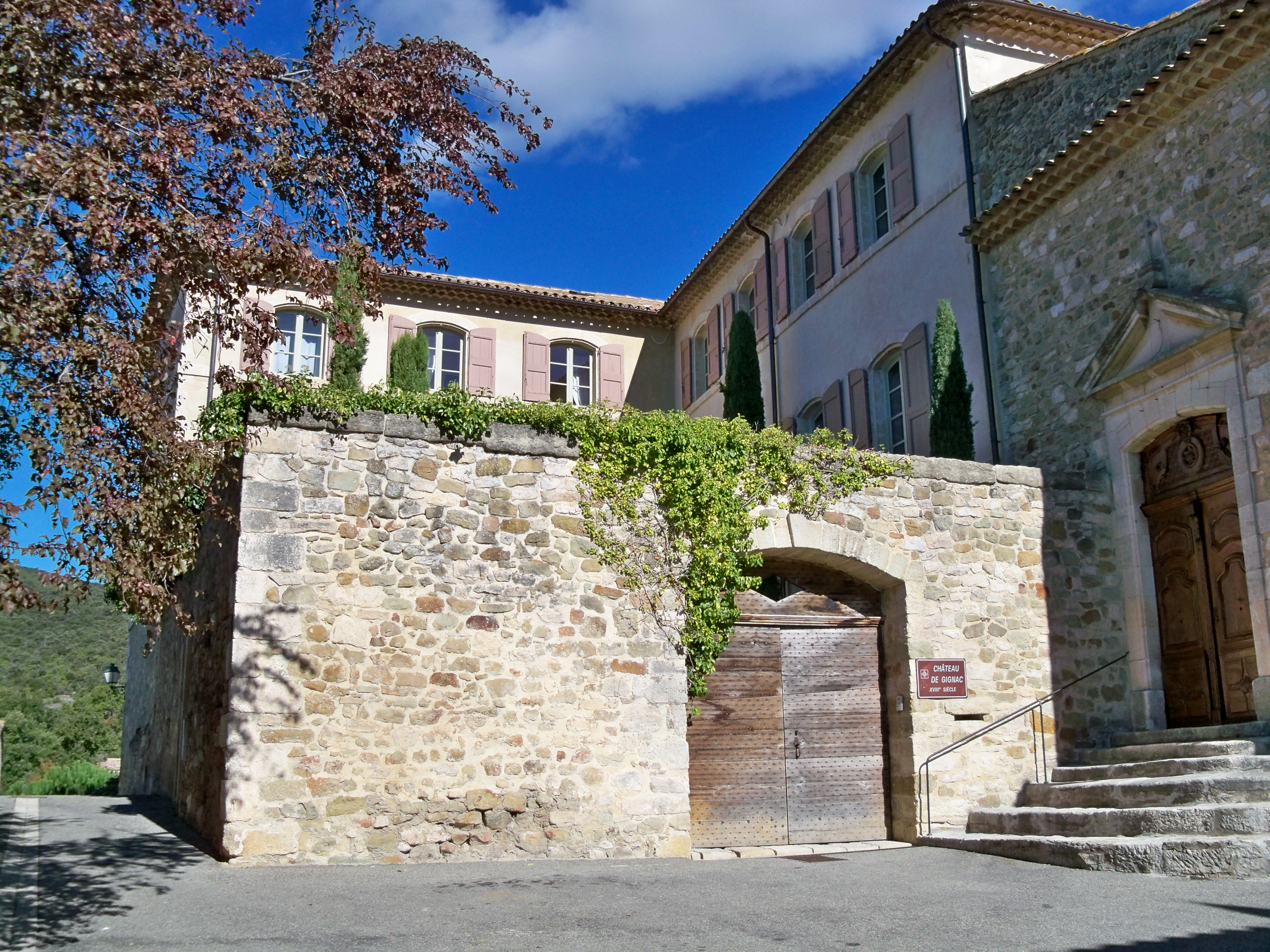
Вход в замок
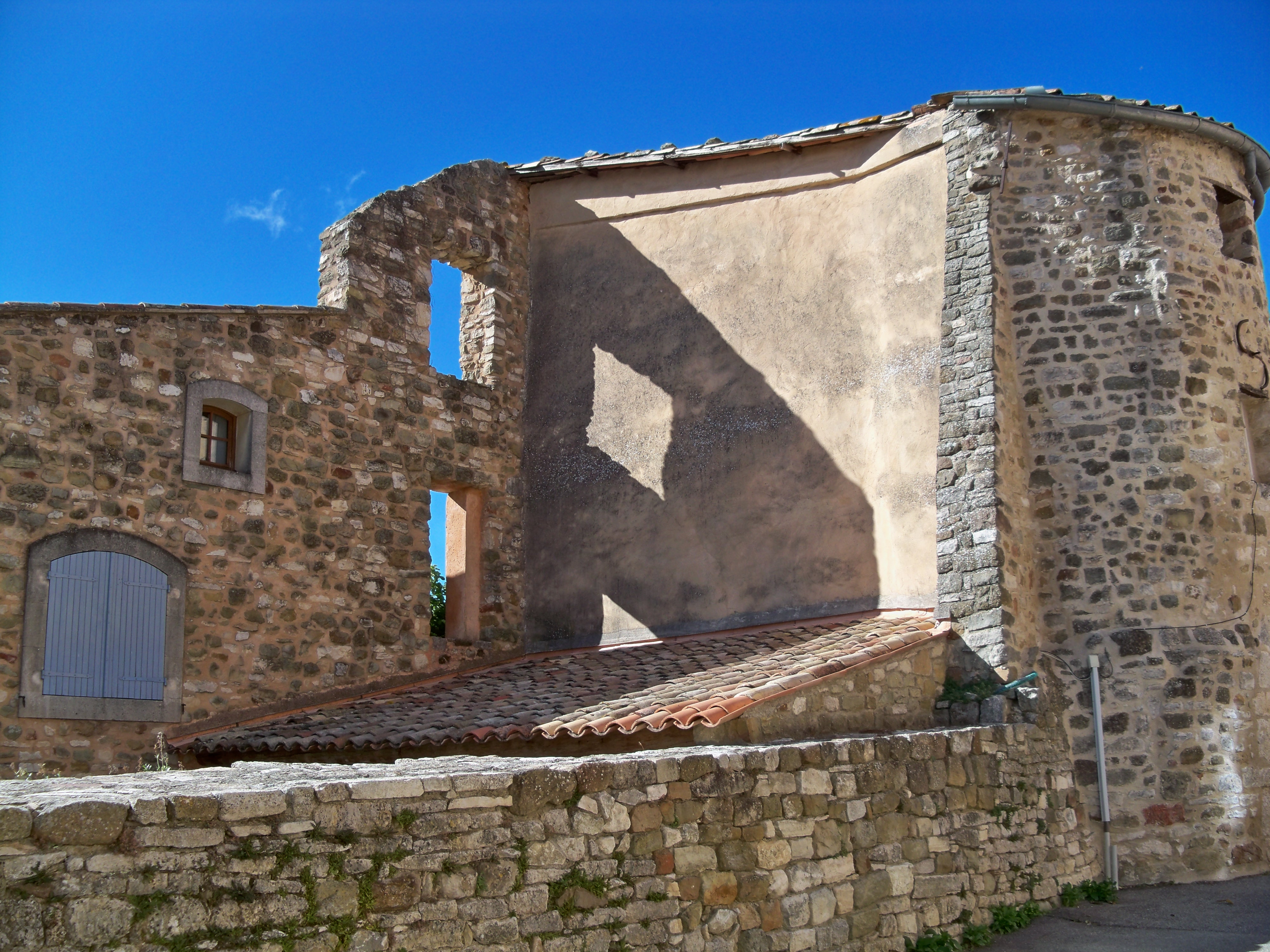
Старинное жилище под открытым небом
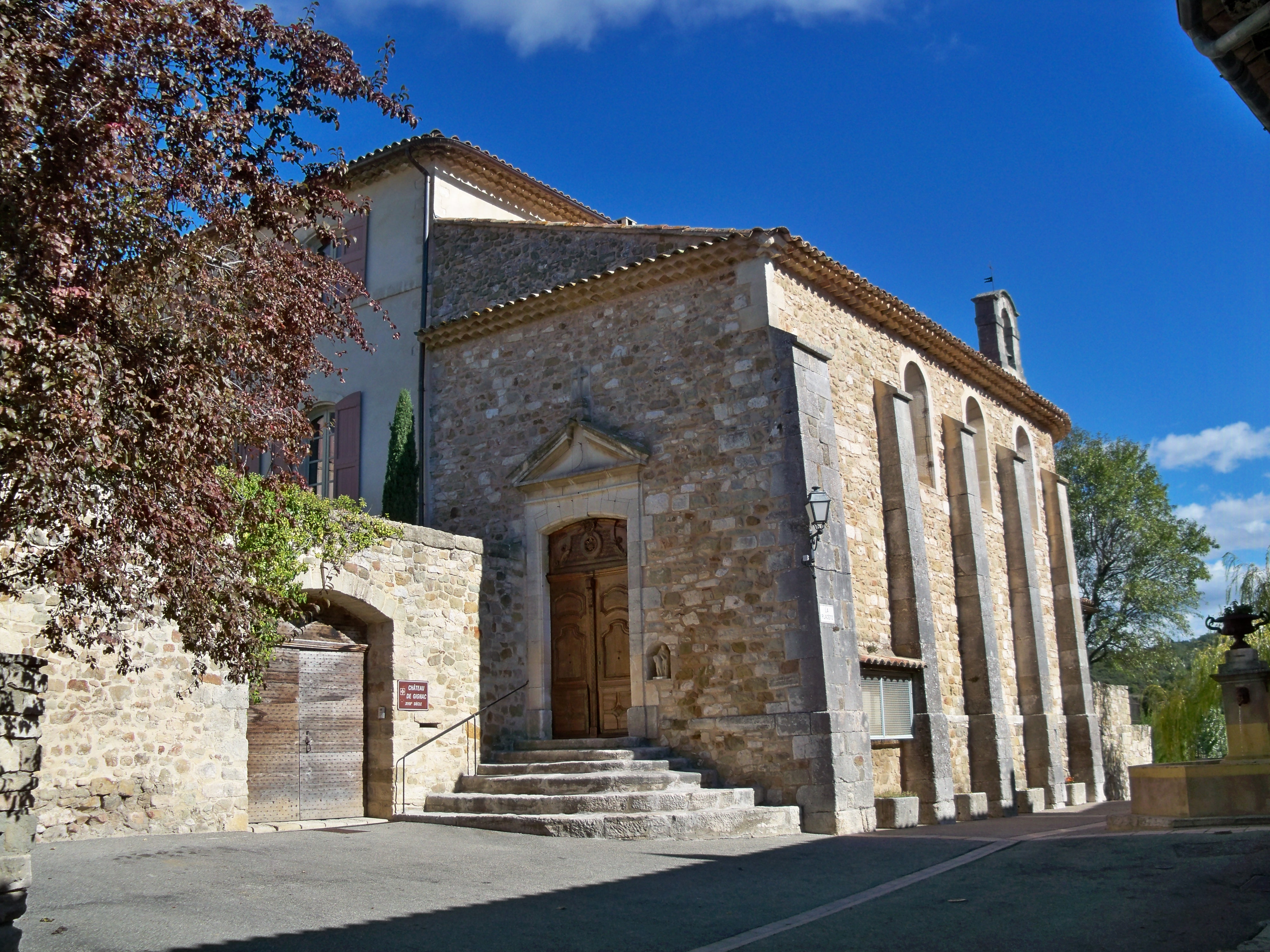
Церковь в Жиньяке
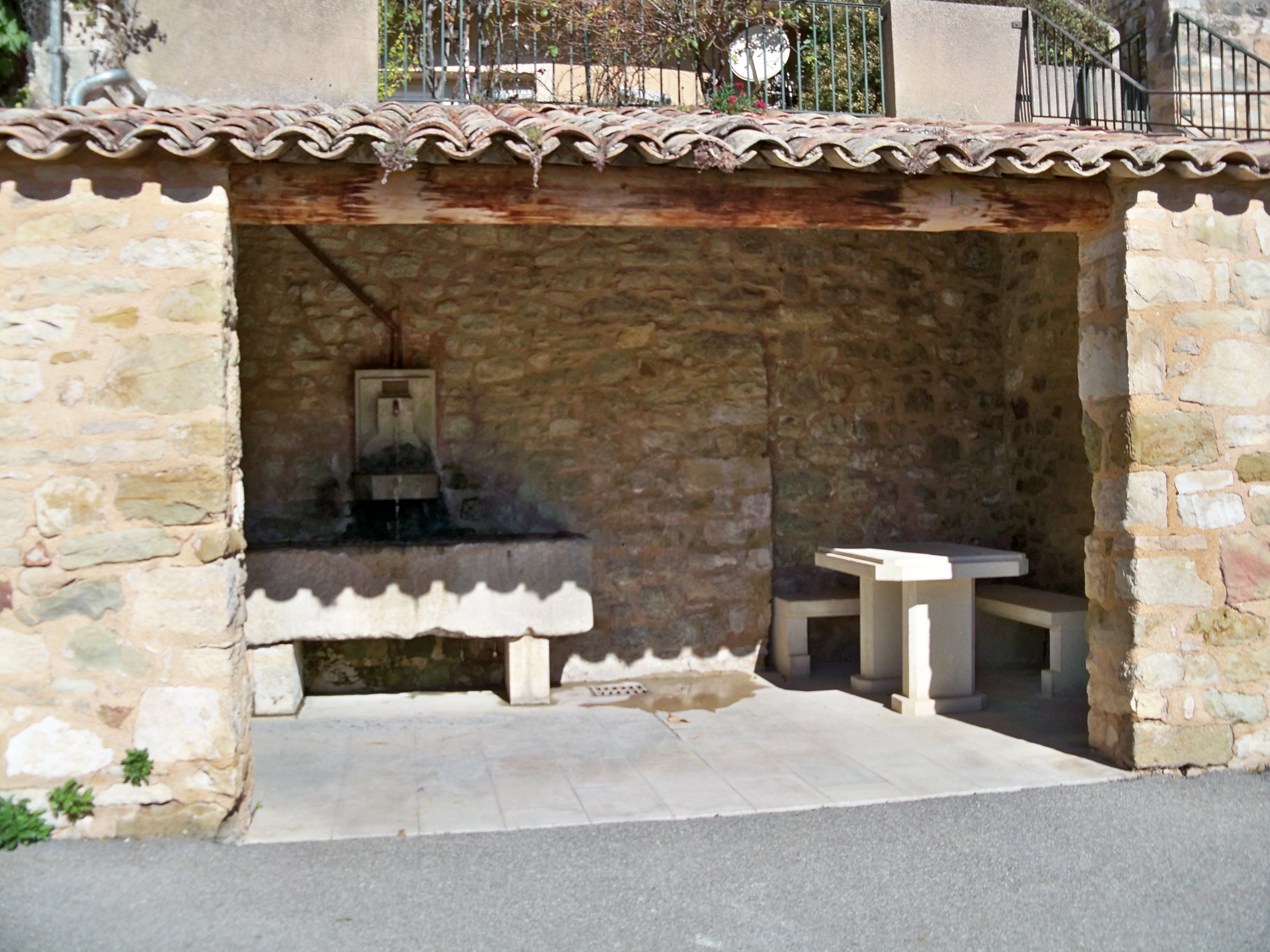
Лавуар и парлор.